# Monte Pedra (Príncipe)
Monte Pedra ist ein Ort auf Príncipe im Distrikt Pagué im Inselstaat São Tomé und Príncipe.

## Geographie
Der Ort liegt auf einer Anhöhe oberhalb der Südostküste, zwischen dem Hauptort Santo António und dem Parque Natural Obô do Príncipe. Er bietet Zugang zu den südlichen Landesteilen. In der Nähe befindet sich die Roça Terreiro Velho am gleichnamigen Hügel und die Cascata Oquepipi (⊙).